# モスラー・イントルーダー
モスラー・イントルーダー (Mosler Intruder) は米国で製造されたスポーツカーである。

## 概要
イントルーダーは、米国の自動車メーカーであったコンスライアー・インダストリーが製造したコンスライアー GTPがベースになっている。1993年、コンスライアー・インダストリーの自動車部門がモスラーオートモティブとして分離するときに、GTPがイントルーダーへと改名された。
イントルーダーは1993年と1994年のLongest Day of Nelson 24-hour raceに参戦し、優勝した。しかし、次年度以降の参戦が禁止された。
イントルーダーは4台のみ製造され、1台が販売、1台がGT1レーシングカーへと改造された。残り2台はラプターへと改造された。
市販されたものはボディカラーがホワイト、サイドに赤いINTRUDERの文字が入っている。GT1レーシングカーはボディカラーがイエローに塗装されている。

## 参照
- コンスライアーGTP
- モスラーオートモティブ